# 耳羽岩蕨
耳羽岩蕨（学名：Woodsia polystichoides）为岩蕨科岩蕨属下的一个种。

## 扩展阅读
- 維基物種上的相關：耳羽岩蕨